# Municipio de Riceville
El municipio de Riceville (en inglés: Riceville Township) es un municipio ubicado en el condado de Becker en el estado estadounidense de Minnesota. En el año 2010 tenía una población de 83 habitantes y una densidad poblacional de 0,85 personas por km².

## Geografía
El municipio de Riceville se encuentra ubicado en las coordenadas 47°0′50″N 95°59′51″O / 47.01389, -95.99750. Según la Oficina del Censo de los Estados Unidos, el municipio tiene una superficie total de 97.57 km², de la cual 96,35 km² corresponden a tierra firme y (1,25 %) 1,22 km² es agua.

## Demografía
Según el censo de 2010, había 83 personas residiendo en el municipio de Riceville. La densidad de población era de 0,85 hab./km². De los 83 habitantes, el municipio de Riceville estaba compuesto por el 85,54 % blancos, el 4,82 % eran de otras razas y el 9,64 % eran de una mezcla de razas. Del total de la población el 4,82 % eran hispanos o latinos de cualquier raza.